# 松島保護區
松島保護區，是一个位於澳大利亚首都領地堪培拉圖格拉農區馬蘭比吉河沿岸的保護區。離保护区和河岛最近的郊区是格林威。 
一般情況下，人們可以通過陸路前往松島，只有在穆倫比吉河水流量達到高峰時才會形成島嶼。 松島以当地生长的安柏（Callitris endlicheri）命名。
1820年，查爾斯·思羅斯比首次進入此地區，當時思羅斯比正在尋找水源。1821年4月，思羅斯比發現松島附近的馬蘭比吉河。
保護區設有野餐區、烧烤區和厕所，另外也提供飲用水。在天氣較和暖的月份，會有游客到河裏游泳、釣魚、划皮艇和觀鳥。松島保護區設有松林漫步徑——馬蘭比吉探索徑。